# ژان گالیس
ژان گالیس (فرانسوی: Jean Gallice‎؛ زادهٔ ۱۳ مهٔ ۱۹۴۹) بازیکن سابق فوتبال اهل فرانسه است.
از باشگاه‌هایی که در آن بازی کرده‌است می‌توان به باشگاه فوتبال المپیک لیون و باشگاه فوتبال بوردو اشاره کرد.
وی همچنین در تیم ملی فوتبال فرانسه بازی کرده‌است.